# Transportes públicos de Istambul

Mapa dos transportes públicos ferroviários de Istambul

Istambul, é a maior cidade da Turquia, e também umas das maiores, senão a maior, da Europa, com cerca de nove milhões de habitantes na cidade (censo 2000) e entre 12 e 15 milhões na sua área metropolitana. Segundo as estimativas de 20 de julho de 2005 do departamento de estatística da prefeitura de Istambul e do Instituto de Estatística da Turquia, a população da área metropolitana era de 11 322 000 habitantes.
Os transportes públicos de Istambul são geridos pela empresa municipal İstanbul Elektrik Tramvay ve Tünel (IETT, "Serviços de Bondes e do Tünel").

## História

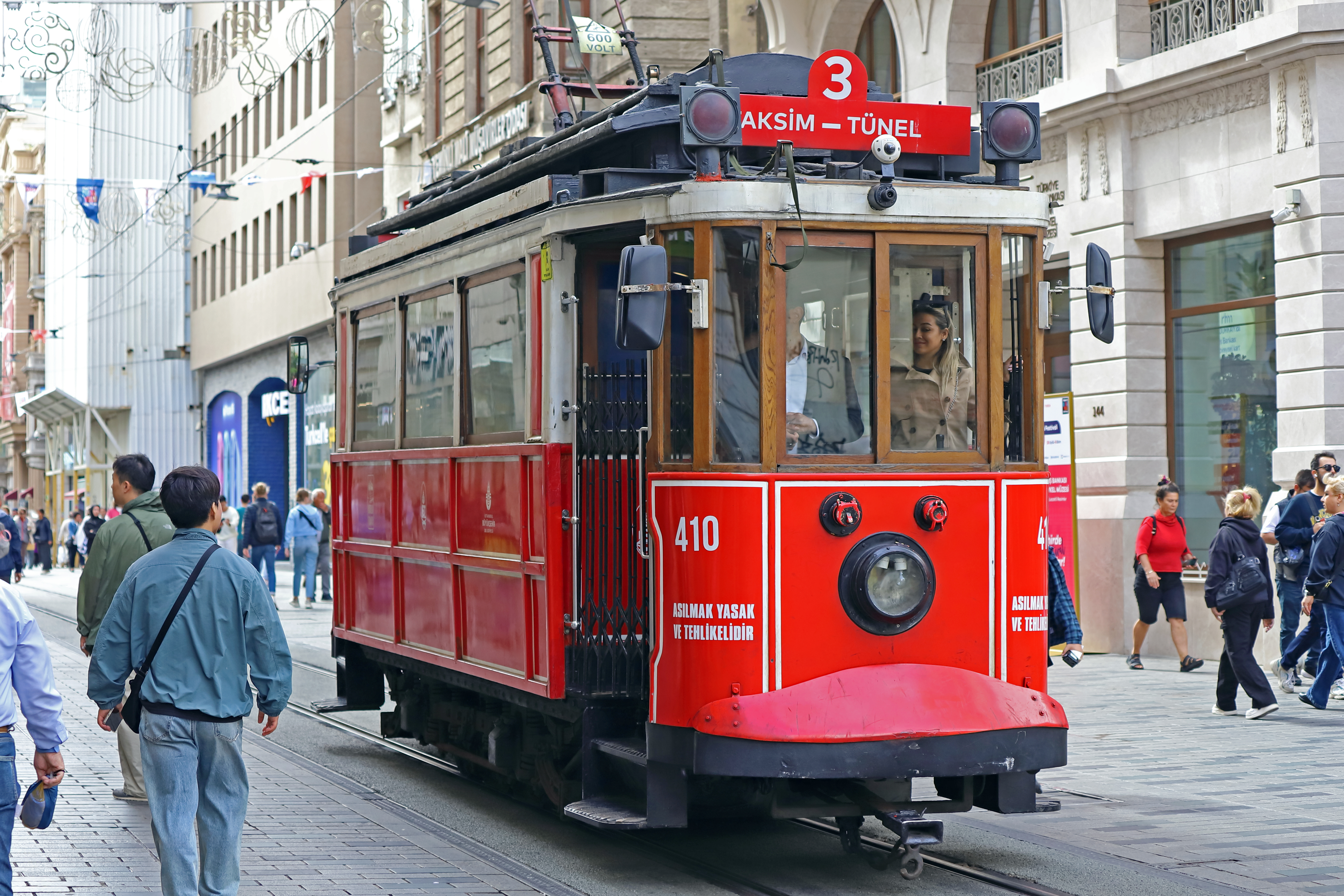
Linha histórica de elétrico na Avenida İstiklal.

A primeira linha de transportes públicos sobre carris da Turquia foi construída por Konstantin Karapano Efendi e foi inaugurada em 31 de julho de 1871 em Istambul, operando entre Azapkapı (Beyoğlu) e Ortaköy. Esse tipo de transporte, precursor dos bondes (elétricos), que em Portugal se chamou "carro americano", usava carruagens puxadas por cavalos.
Em 1869 foi fundada a companhia Dersaatet Tramvay Şirketi, com a participação da influente e rica família judia sefardita Comondo. Essa companhia usava 430 cavalos para puxar 45 carruagens que circulavam em carris com bitola de um metro, das quais 15 era "de verão" e algumas tinham dois andares. Em 1912 o serviço parou durante um ano porque todos os cavalos foram requisitados pelo Ministério da Defesa para a Guerras dos Balcãs.
A eletrificação da rede com catenárias foi inaugurada em 2 de fevereiro de 1914. A primeira linha de elétricos na parte asiática de Istambul entrou em serviço em 8 de junho de 1928, entre Üsküdar e Kisikli. Na década de 1950, a extensão da rede de elétricos de Istambul alcançou os 130 km. A circulação de elétricos terminou em 12 de agosto de 1961 na parte europeia da cidade e em 14 de novembro de 1966 na parte asiática.

## Rede urbana de ônibus
Em 2010 a frota de ônibus da IETT era composta por 2 768 veículos construídos pelas empresas MAN (329), Ikarbus (1 009), Mercedes-Benz (1 306), Phileas (50), DAF (52) e DAF/Optare (22). Os ônibus percorrem aproximadamente 448 000 kmdiariamente, em 468 linhas e 7 889 paradas. Cerca de 435 milhões de pessoas foram transportadas em 2003, o que representou 14,2% de todo o transporte em Istambul. Desde 1985, é permitido a atuação de ônibus privados, mas sob estrita vigilância da IETT. Existem 1 366 ônibus públicos em mãos privadas, sendo 89 deles de dois pisos.

## Metrobüs (Bus Rapid Transit)
Além dos serviços convencionais de autocarros, desde 2007 que Istambul dispõe de um serviço de Bus Rapid Transit, o Metrobüs, o qual liga o distrito de Beylikdüzü nos subúrbios ocidentais e Şişli (no lado europeu) a Kadıköy, no lado asiático. O Metrobüs é bastante mais rápido que os autocarros convencionais (alguns percursos são percorridos em menos de um terço do tempo).

## Tünel

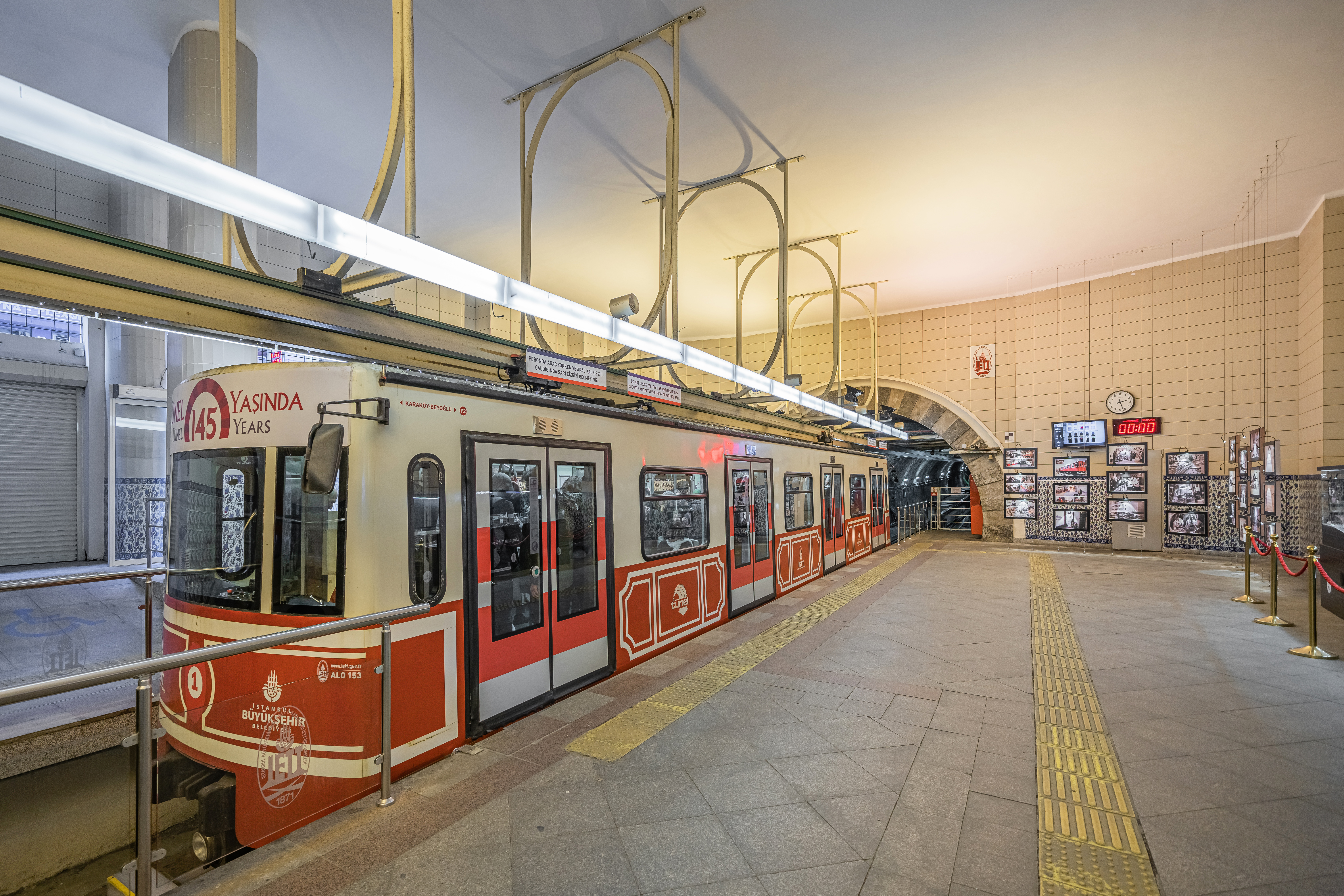
Funicular do "Tünel" na estação com o mesmo nome, em Beyoğlu.

O Tünel, um funicular da encosta de Beyoğlu virada para a embocadura do Corno de Ouro, é o serviço de transporte público mais antigo de Istambul ainda em funcionamento. Estende-se por 573 metros, com uma diferença de altitude de 60 metros sem nenhuma estação intermediária entre as proximidades da Ponte de Gálata, em Karaköy, e a estação de Tünel, perto da Torre de Gálata e do início da Avenida İstiklal. O funicular está continuamente em serviço desde 17 de janeiro de 1875 e é uma das quatro linhas ferroviárias subterrâneas urbanas mais antigas do mundo, a seguir aos metropolitanos de Londres (1863) e de Nova Iorque (1868) e ao funicular de Lyon (1862). Dois trens percorrem a linha a cada 3,5 minutos, durando a viagem dura um minuto e meio. Aproximadamente 15 000 pessoas são transportadas diariamente; anualmente são efetuadas 64 800 viagens que totalizam 37 066 km.

## Metrô

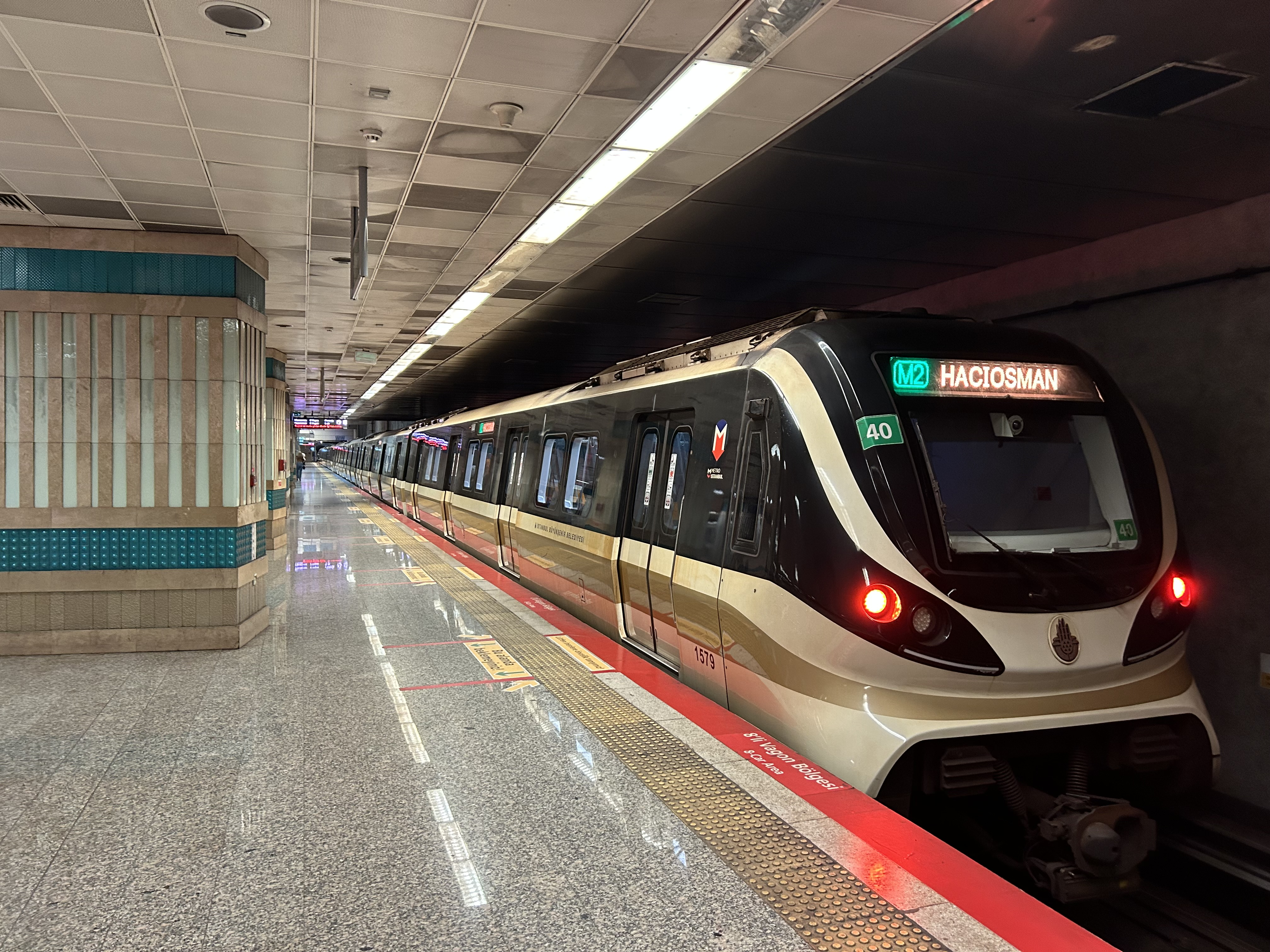
Estação de metro Yenikapı.

A construção do Metrô de Istambul foi iniciada em 1992. A primeira linha (M2), entre Taksim e 4. Levent, entrou em operação em 16 de setembro de 2000. Esta linha estende-se por 8,5 quilômetros e tem seis estações, todas concebidas com características similares e pintadas em cores distintas, com os azulejos representando fases da história da Turquia. Atualmente há oito trens de empresas francesas em operação, que percorrem a linha a cada cinco minutos e transportam 130 000 passageiros diariamente. Uma viagem ao longo de toda a linha dura 12 minutos. O metrô foi construído em sua totalidade pelo método de condução e dotado de coberturas resistentes a eventuais terremotos de magnitude 9,0 na escala de Richter.
A linha M2 está (2011) a ser prolongada para norte e para sul. A construção do troço entre 4. Levnte e Ayazağa, no distrito de Şişli, foi terminada em fevereiro de 2006. Para sul, a linha será subterrânea entre o alto de Gálata e o Corno de Ouro, que será atravessado por uma ponte a construir junto à Ponte de Gálata, seguindo depois em túnel subterrâneo entre Eminönü e a zona portuária de Yenikapı, na margem do Mar de Mármara. Em Yenikapı está a ser construída uma nova estação, a qual ligará a linha M2 com a linha de metrô de superfície M1, a linha de trem suburbano B1 e o Marmaray, a futura linha ferroviária que conectará as zonas europeia e asiática através de um túnel sob o Bósforo.

## Metrô de superfície
O primeiro troço da linha (M1) de metrô de superfície (LRT), chamado localmente Halif Metro (metro ligeiro), entre Aksaray e Kartaltepe, entrou ao serviço en 3 de setembro de 1989. Em 20 de dezembro de 2002 alcançou o Aeroporto Atatürk. A linha tem 19,3 km e 18 estações, incluindo seis subterrâneas e três elevadas; 4,4 km do percurso é subterrâneo. A linha é servida por 37 comboios com motores duplos e serve 200 000 passageiros diariamente. O investimento foi de 550 milhões de dólares $US.

## Bonde

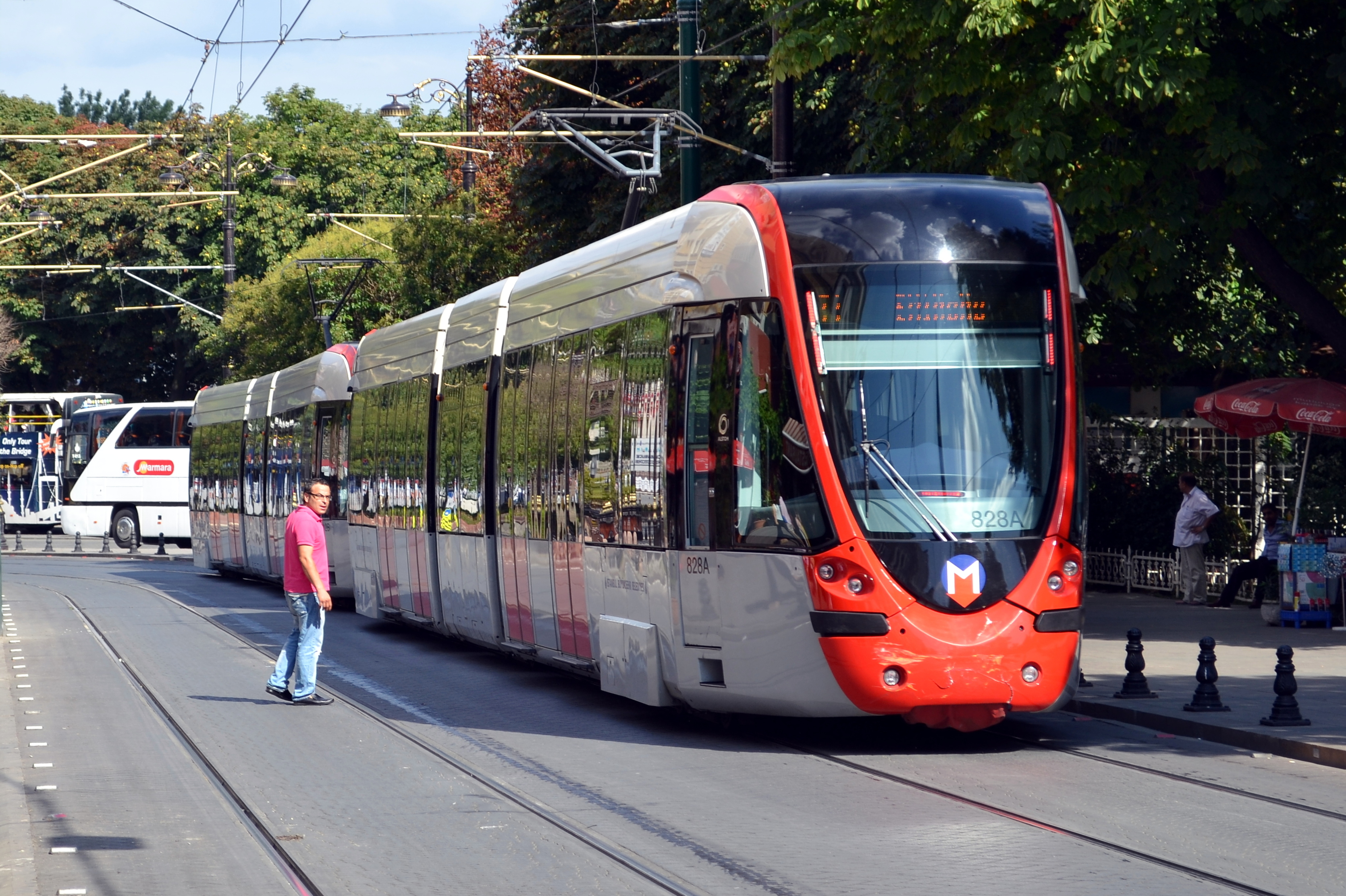
Linha de elétrico T1 em Istambul

Em 1992 foi inaugurado um moderno seviço de bonde, que liga Sirkeci com Topkapı, uma das antigas portas monumentais das Muralhas de Constantinopla. A linha (T1) foi ampliada, em uma primeira expansão, desde Topkapı a Zeytinburnu em março de 1994 e, uma segunda, desde Sirkeci a Eminönü, em abril de 1996. Em 30 de janeiro de 2005 foi prolongada desde Sirkeci a Kabataş, cruzando o Corno de Ouro pela Ponte de Gálata. A linha tem 24 estações e 14 quilômetros, que são percorridos em 42 minutos. Na linha circulam 55 veículos construídos pela ABB. A capacidade de transporte diária é de 155 000 passageiros. O custo do investimento foi de 110 milhões de dólares $US. Em Kabataş um funicular subterrâneo faz a ligação com a estação de mêtro de Taksim.

### Bonde de época
No final de 1990, um bonde histórico entrou em operação entre Taksim e a a estação de Tünel, em uma única linha de 1,6 quilômetros. Em 1 de novembro de 2003, outra linha de bonde de época foi reaberta na parte asiática de Istambul, entre Kadiköy e Moda. Esta linha tem 10 paradas em uma rota de 2,6 quilômetros, durando a viagem 21 minutos. Cerca de 641 000 pessoas foram transportadas neste bonde nostálgico durante 2003.

## Trem sub-urbano

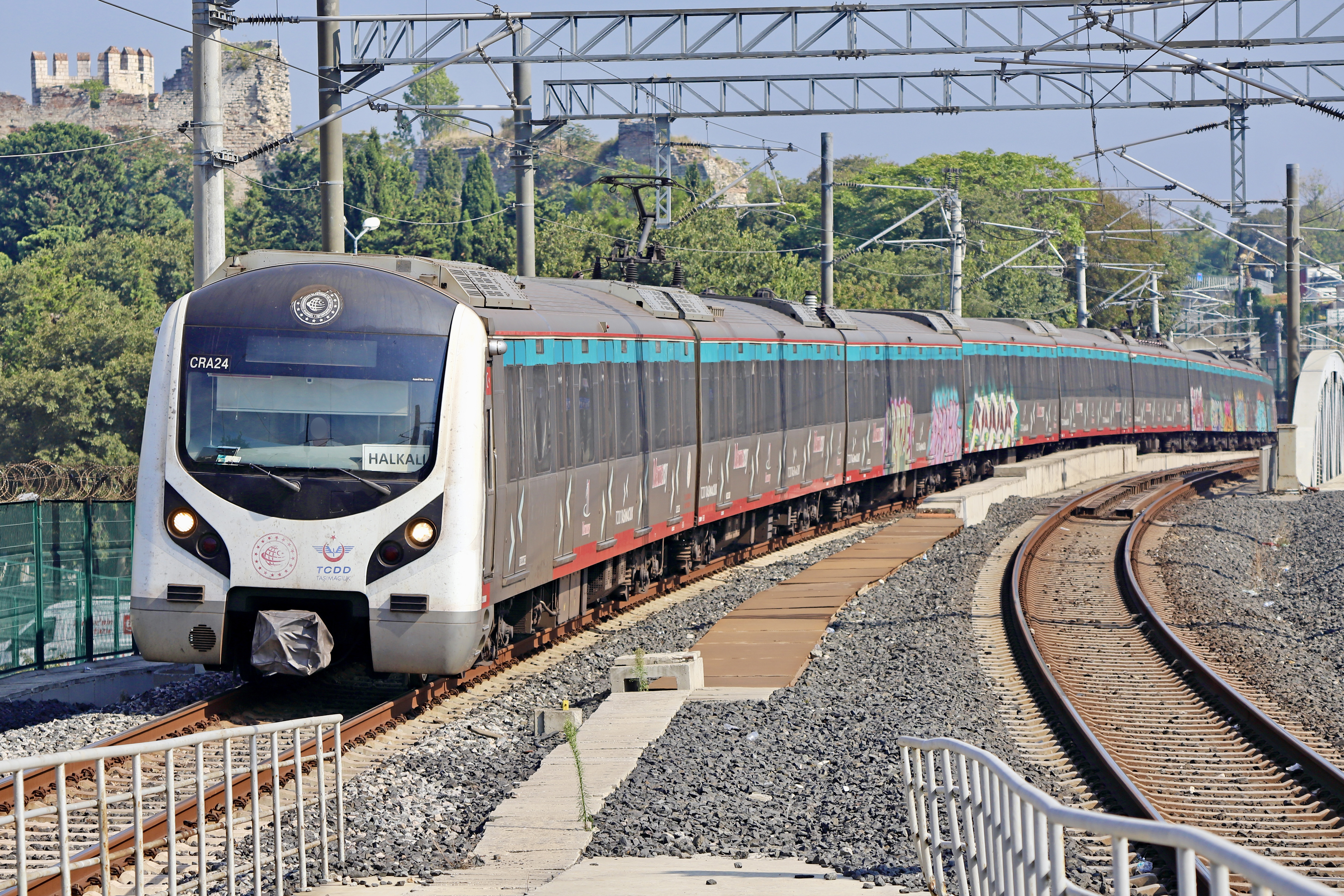
Material circulante de Marmaray.

A linha ferroviária convencional suburbana B1 liga Halkalı, no distrito ocidental de Küçükçekmece, e Sirkeci, na embocadura do Corno de Ouro, percorrendo a margem do Mar de Mármara ao longo de 30 km. A viagem dura 48 minutos. No lado anatólio, na margem oriental do Mar de Mármara, a linha B2 liga a Estação de Haydarpaşa a Gebze, seguindo ao longo de 44 km as costas do Mar de Mármara e do Golfo de İzmit. A linha B2 tem 28 estações e a viagem entre os dois extremos dura 65 minutos. Ambas as linhas  suburbanas são eletrificadas em no conjunto transportam 26 000 passageiros por hora.

## Balsas

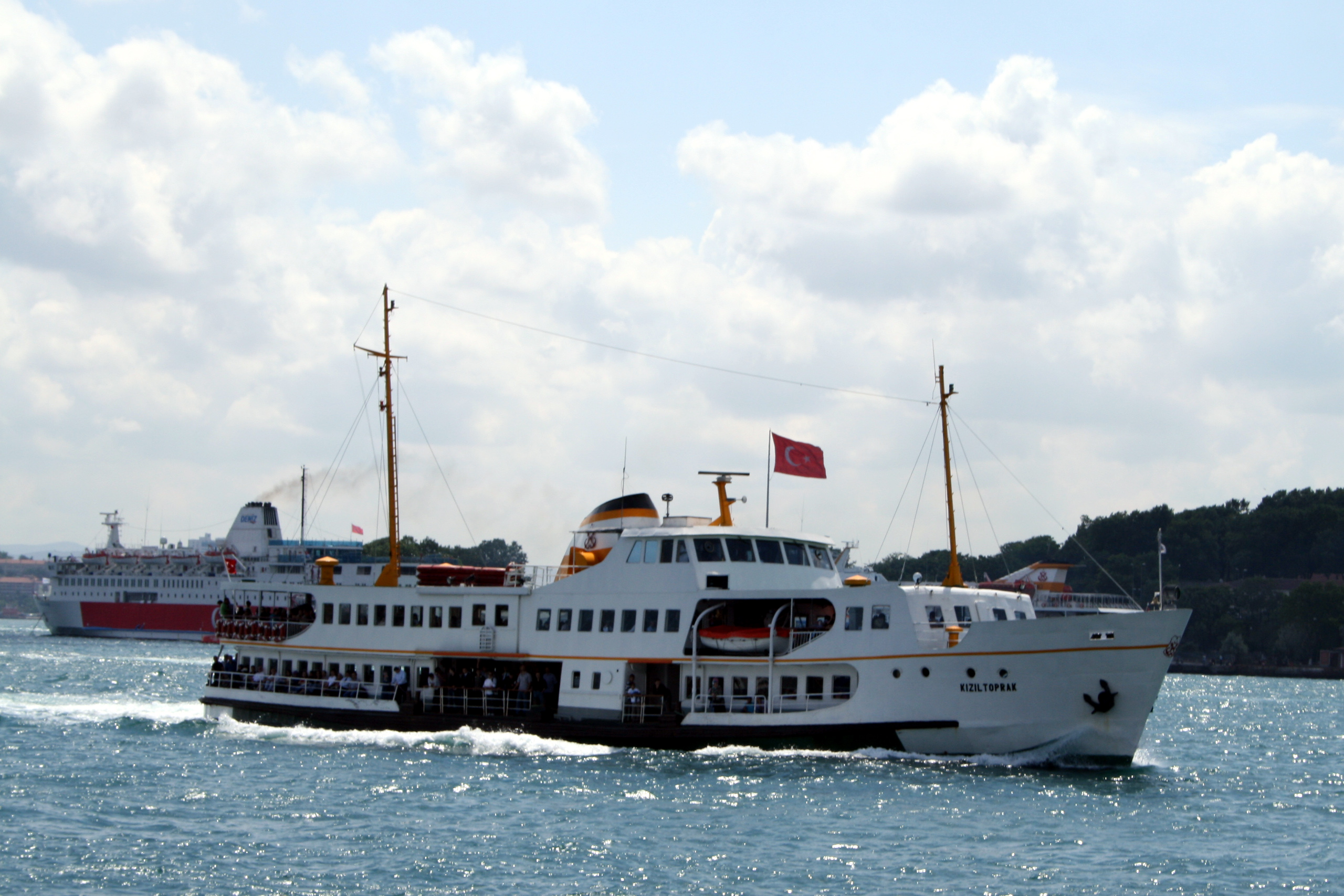
Balsa (ferryboat) no Bósforo.

As balsas (ferryboats) navegam em 15 linhas que cobrem a demanda de transporte de 27 portos nas margens do Bósforo e do Mar de Mármara. As 20 balsas de estilo clássico e antiquado transportam 61 milhões de passageiros cada ano. Nos anos 1980, foram transportadas 150 milhões de pessoas. Tendo em vista a modernização, a Maritime Turkish Co. foi cedida em 2005 à IDO, que opera os Deniz otobüsü ("ônibus marítimo"), as balsas mais rápidas em Istambul.

### Deniz otobüsü("ônibus marítimo")
Em 16 de abril de 1987 foi fundada a İstanbul Deniz Otobüsleri, uma  empresa para oferecer transporte marítimo rápido com balsas rápidas do tipo catamarã, o que foi conseguido com a compra dos 10 primeiros navios, comprados na Noruega. Hoje em dia, a companhia IDO opera em 29 terminais com uma frota de 28 catamarãs, das quais seis são de última geração.

## Aeroportos

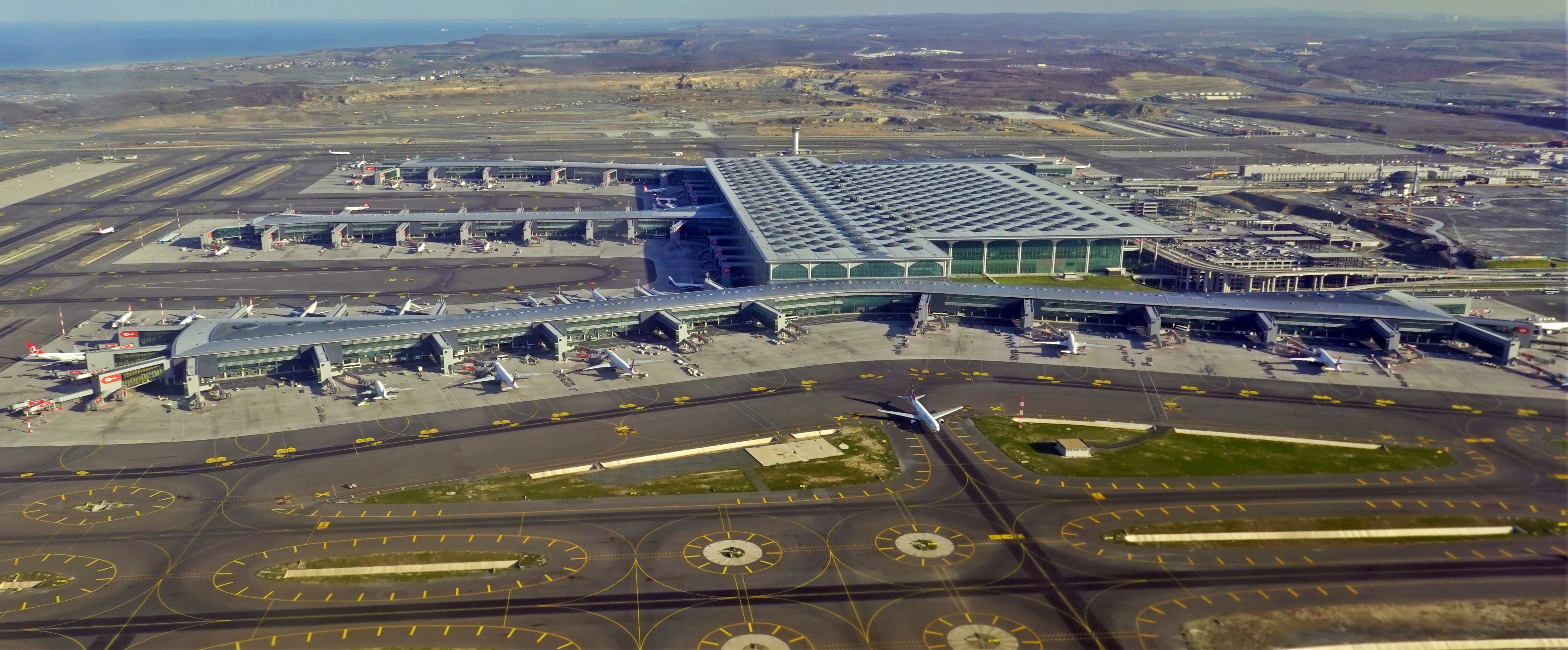
Edifício principal do Aeroporto de Istambul.

Istambul conta com dois aeroportos internacionais de grande porte, que recebem milhões de turistas todos os anos.
O Aeroporto Internacional Atatürk (IST) é o maior aeroporto de Istambul e da Turquia. Situa-se em Yeşilköy, distrito de Bakırköy, na parte sudoeste do lado europeu da cidade, a cerca de 18 km do centro da cidade (Sultanahmet). Em 2007 recebeu em 2007 mais de 23 milhões de passageiros. É um dos 40 aeroportos mais movimentados do mundo.
O Aeroporto Internacional Sabiha Gökçen (SAW) foi inaugurado em 2001 e opera a maior parte do tráfego doméstico e de baixo custo de Istambul. Situa-se em Pendik, nos subúrbios asiáticos de Istambul, a cerca de 40 km a sudeste do centro da cidade (Taksim). Com capacidade para 25 milhões de passageiros anualmente, em 2009 serviu 6,6 mihões de passageiros.

## Túnel em construção
Prevê-se que em 2012 seja inaugurado um túnel ferroviário de 13,5 km, com um troço de 1,4 km debaixo do estreito, construído usando a técnica da imersão de condutas. Prevê-se que será o túnel mais profundo do mundo executado com esse método, pois a parte mais funda vai passar 56 m abaixo do nível da água. O túnel servirá uma linha de metropolitano, o Marmaray, que terá quatro estações e unirá o centro da metrópole com as suas partes oriental e ocidental.